# Подгорская набережная
Подго́рская на́бережная — набережная в Таганском районе Центрального округа Москвы на левом берегу устья Яузы. Расположена между Малым Устьинским и Астаховским мостами и тянется в северо-восточном направлении от Котельнической набережной до пересечения с Яузской улицей, переходя в Берниковскую набережную.

## История
Подгорская набережная — первая благоустроенная набережная реки Яузы наряду с Устьинской. До 1925 года называлась Островской — по острову, который находился около устья Яузы, отмеченный на картах и планах Москвы XVII века. Своё современное название набережная получила благодаря расположению около крутого склона на левом берегу реки — Швивой горки. Протяженность набережной — 350 метров
.
В декабре 1947 года МВД просило передать Подгорскую набережную для служебных целей с перекрытием проезда по ней. Однако Управление по делам архитектуры не одобрило эту просьбу, а в 1953-м прошла первая масштабная реконструкция набережной.

## Здания и сооружения
На набережной располагается корпус «В» жилого дома на Котельнической набережной. В непосредственной близости от набережной находится городской клинический комплекс № 23 .

## Транспорт
Вблизи набережной расположены станции метро  Таганская,  Таганская,  Марксистская и  Китай-город.
По набережной проходит автобус с755 и имеется конечная остановка автобуса с856.

## Современность
В 2016 году была проведена реконструкция покрытия набережной, а в 2017-м её включили в список объектов программы «Моя улица», к работе подготовили проектную документацию, однако тендер не был открыт.